# Občanská společnost
Občanská společnost je termín pocházející z 18. století, ačkoliv samotný institut občana je znám a prochází vývojem již od starověku. Občanská společnost je velmi široký pojem zkoumaný především politickou sociologií. Existuje mnoho různých definic, z nichž lze vybrat kupříkladu „souhrn nevládních organizací a institucí, které projevují zájmy a vůli občanů.“ Další možný náhled na občanskou společnost je jako na prostor mezi státem a byznysem, do kterého patří například rodiny, vzdělávací instituce, nejrůznější spolky, profesní komory atd. Takováto občanská společnost je považována za klíčovou pro fungování svobodného a demokratického státu, neboť západní sociální vědy mají obecně za to, že pro zdravé fungování demokracie nestačí pouhá soutěž volených politických stran.

## Obsah pojmu
Do občanské společnosti můžeme řadit mimo jiné tyto instituce:
Nevládní neziskové organizace
- Do nevládních organizací řadíme zejména privátní nepodnikatelské skupiny nebo jednotlivce, snažící se prosadit své zájmy nenásilnými prostředky. Často se pohybují i v mezinárodní politice a orgány jako OSN nebo EU jim mohou udělit status poradců.[6]
- Může se například jednat o nejrůznější spolky, nadace, ale také i státem registrované církve nebo různé náboženské společnosti.

Zájmové skupiny
- Politologové rozlišují zájmové skupiny na ty, jež usilují o získání politické moci a odpovědnosti, hovoříme o politických stranách a na ty, které se sice snaží ovlivňovat moc, ale převzetí příslušné politické odpovědnosti se brání, obvykle nazývány jako zájmové skupiny.[7]

Obchodní sdružení
- Uskupení lidí nebo společností v rámci konkrétní oblasti obchodu či trhu, vytvořena s myšlenkou dosažení společného cíle, v tomto případě např. docílení vyššího zisku nebo prestiže[8]

Náboženské organizace
- Lidé jež sdružuje církev, často společnosti obecně prospěšná

Některá profesní sdružení
Jednu z možných definic občanské společnosti nabízí britský politolog Gordon White: „Občanská společnost je přechodnou oblastí umístěnou mezi státem a rodinou, která obsahuje organizované skupiny či sdružení, které jsou oddělené od státu, těší se jisté míře autonomie ve vztahu k státu a jsou vytvořené dobrovolně členy společnosti s cílem ochraňovat nebo rozšiřovat svoje zájmy, hodnoty nebo identity.“

## Funkce občanské společnosti
Občanská společnost je pro fungování svobodného a demokratického státu klíčová z několika důvodů:
- Dává příležitost občanům ovlivnit dění ve státě vlastní participací v organizacích, nebo například politickým tlakem na řešení určité otázky. Usnadňuje tak zapojení jednotlivců do dění v zemi.[9]
- Díky své nezávislosti na státních strukturách legitimizuje státní moc a ospravedlňuje uspořádání státu. Naplňováním zájmů občanů stát získává důvěru, v opačném případě ji ztrácí. Tato důvěra státní moc legitimizuje a posiluje. Zároveň je občanská společnost také překážkou pro příliš rozpínavou státní moc usilující o nadměrnou kontrolu nad životem jednotlivce.[10]
- Vytváří pocit sounáležitosti mezi občany a loajality vůči státu. Občané spojující se v určitému zájmu mezi sebou vytváří kolektiv nutný pro soudržnou společnost a svou participací na dění ve státě k němu získávají důvěru a mají zájem na jeho fungování.[11]

## Typologie

### Rozdělení podle funkce
Podle funkce, kterou zaujímají ve společnosti můžeme občanské organizace rozdělit na
- organizace poskytující služby (humanitární, sociální...)
- organizace, snažící se dosáhnout společenských či politických změn

Existují samozřejmě organizace, které se (třeba i v nestejné míře) věnují oběma činnostem.

### Rozdělení organizačního uspořádání a velikosti
- Grassroots, malé organizace s nízkou úrovní byrokracie, vzniklé díky potřebám místních společenství; zabývají se zejména svépomocí a organizovaným odporem (pak jsou označovány jako tzv. NIMBY)
- Velké nadnárodní organizace s propracovanou organizační strukturou, která odpovídá množství projektů a peněz, se kterými organizace disponuje. Příklady mohou být např. Greenpeace nebo OXFAM. Bývají často kritizovány za necitlivost k místním podmínkám.

Ani v případě tohoto rozdělení není často možné přiřadit organizaci k jednomu z typů, spíše se setkáváme s širokým spektrem různých uspořádání. Tzv. grassroots mohou také představovat úvodní fázi vývoje pozdější nadnárodní organizace.

## Přední filozofové občanské společnosti
Pojem občanská společnost, ačkoliv v různých formách užívaný již od starověku, se v dnešním pojetí ustálil v 18. století zejména díky osvícenství. V tomto vývoji byl klíčový John Locke. Ten už v 17. století rozpracovával přirozenoprávní teorii a formuloval své pojetí státu, který byl dle něj tvořen lidmi za účelem jejich ochrany (ochrany práv na život, svobodu a soukromé vlastnictví) – ve chvíli, kdy se tato funkce ztrácí, ztrácí se i legitimita státu. Tyto ideje se staly důležité pro další vývoj občanské společnosti jakožto sféry zcela mimo stát. Skotský osvícenský filozof Adam Ferguson v knize Esej o historii občanské společnosti dal pojmu jeho význam uznávaný v 18. století – tedy civilizované společnosti bránící rozpínání státu. Montesquieu pak svou známou teorii o dělbě moci na moc výkonnou, zákonodárnou a soudní doplňoval tezí o tom, že pouze silná občanská společnost je schopna vynutit si, aby stát jednal v souladu se zájmy občanů.
Velice významným myslitelem, který se zasadil o definování občanské společnosti, jako sféry ležící mimo stát byl G. W. Hegel ve svém díle Základy filozofie práva. Ten na občanskou společnost nahlížel jako na sféru univerzálně egoistickou. Způsob fungování občanské společnosti se podle Hegela zakládá na ekonomických a sociálních transakcích, čím přebírá myšlenky skotského myslitele Adama Smithe.
V dalším století se největšími stoupenci občanské společnosti stali liberální autoři – zejména Alexis de Tocqueville. Ten v knize Demokracie v Americe tvrdil, že nemá-li se demokracie zvrhnout v despotickou vládu silného státního aparátu, je nutná aktivita různě se sdružujících občanů – jednotlivci jsou příliš slabí a mohou se tak dostat do izolace a stavu nesvobody. Různá občanská sdružení také mohou rozvíjet politické schopnosti jednotlivce, který jich pak může využít a prosadit se v celostátním politickém rozhodování. Podobně John Stuart Mill vyzdvihoval spolčování občanů v zájmu ochrany jejich individuálních svobod a zájmů.
V druhé polovině 19. a většině 20. století byl zájem o občanskou společnost jakožto jev hodný zkoumání pouze menší. Zajímavou výjimkou byl italský marxistický filozof Antonio Gramsci, v jehož pojetí se v občanské společnosti, sféře společenských institucí a kulturních představ, odehrával klíčový souboj („dlouhý pochod institucemi“) o tzv. kulturní hegemonii – tedy o to, jaké ideje a hodnoty budou ve společnosti dominantní. Až v 70. letech docházelo k obnově zájmu v souvislosti s novými sociálními hnutími, odporem vůči komunismu a vzestupem tzv. nové pravice. Ke konci 20. století se především díky Gramscimu a německému filozofovi Jürgenu Habermasovi prosazoval názor, dle něhož občanská společnost stojí také zcela mimo sféru trhu a byznysu a působí jako jejich kontrola.

## Historie občanské společnosti
Na rozdíl od feudalismu, kdy poddaný neměl v podstatě žádná práva a byl závislý na vůli svého pána, je občanská společnost charakterizována jako společnost plnoprávná, tedy taková ve které fungují základní demokratické hodnoty – svoboda, spravedlnost a rovnost. S ekonomickým rozvojem raného novověku (zavádění manufaktur, podpora podnikání) souvisel i vzestup buržoazie, která měla na rozdíl od šlechty tu výhodu, že její moc pramenila z kapitálu, nikoliv z půdy: tak měli měšťané více příležitostí svůj majetek dále rozšiřovat. Skutečnost, že podnikající měšťané měli fakticky větší majetek nežli šlechta, se stávala stále častější. Šlechta však na rozdíl od nich držela i politickou moc, což měšťané považovali za velký nedostatek systému a bojovali za jeho nápravu. Aby jim bylo vyhověno, zavedlo se během 18. a 19. století volební právo pro muže, jež bylo ovšem určeno majetkovým censem, tedy volit směli jen ti občané, kteří splňovali podmínku určité výše odváděných daní (resp. příjmů) stanovené zákonem. Začaly se ale objevovat názory, často z řad levicových intelektuálů, že tento systém podporuje vládu elitní skupiny obyvatel, kteří sledují své zájmy a nezajímají se o problémy pracujícího lidu (žádné zdravotní pojištění, nízká mzda, neregulovaná pracovní doba,...). Vznikla tak potřeba dále rozšiřovat právo volit si své zástupce. Na začátku 20. století skutečně dochází k uzákonění všeobecného volebního práva pro všechny muže. V průběhu 20. století pak bylo přiznáno volební právo i ženám. V první polovině 20. století tak učinila většina států se zavedeným všeobecným volebním právem (1918 Velká Británie, 1919 Československo, 1920 USA, atd.; ovšem např. Francie až roku 1945 a v takovém Švýcarsku bylo vol. právo ženám upíráno, v některých kantonech, až do roku 1990).

### V Česku
V 18. století občanské spolky organizovala a zakládala především šlechta a výjimečně i měšťanstvo. Na českém území se však občanská společnost v pravém slova smyslu začala formovat v průběhu 19. století ve spojitosti s národním obrozením. Toto formování probíhalo specifickým způsobem na rozdíl od ostatních, především západoevropských zemí, kde se občanská společnost rodila na základě národních států. Česká společnost oproti tomu vznikala jako protiváha habsburského státu. To vše bylo zapříčiněno nejistou existencí národů uvnitř habsburského mocnářství. Rozmach zakládání nových občanských spolků přinesla revoluční vlna let 1848-1849, kdy se objevilo množství vlasteneckých, radikálních, studentských a jiných spolků, ty však byly následném neoabsolutistickém období potlačeny. Moderní občanské sdružovaní v českých zemích se začalo plynule rozvíjet až s liberalizací rakouského politického systému po roce 1860. Příkladem těchto spolků vzniklých po roce 1860 může být vlastenecký pěvecký spolek Hlahol (1861) nebo tělovýchovný spolek Sokol (1862). Kratší období jejího ničím nerušeného rozmachu za první republiky bylo tvrdě zakončeno nacistickou okupací v roce 1938 – v nacionálně socialistickém zřízení neexistoval prostor k občanské iniciativě. Útlak občanského sektoru pak pokračoval i v éře komunistické totality mezi lety 1948–1989. V těchto obdobích nelze jednoznačně hovořit o absenci české občanské společnosti, rozhodně ale můžeme hovořit o její nefunkčnosti či nedostatečné kvalitě. Mezi skupiny zasazující se během komunismu o obnovu občanské společnosti patřily například Klub Angažovaných Nestraníků (KAN), Klub bývalých politických vězňů (K231), Výbor na obranu nespravedlivě stíhaných (VONS), Charta 77 a mnohé dalších.
Reinkarnace občanské společnosti nastala po sametové revoluci roku 1989, kdy v 90. letech 20. století dostala občanská společnost opět prostor k rozvoji a do právního řádu byly přijaty články zasazující se o její ochranu: např. zákon o obecně prospěšných společnostech (č. 248/1995 Sb.) a také o nadacích a nadačních fondech (č. 227/1997 Sb.). Tyto instituce v prvních letech po pádu komunismu zažívaly prudký nárůst co do počtu, avšak jen s relativně malým počtem členů a dobrovolníků a skromným financováním. V posledních letech se tak soustředí především na přibírání nových členů a rozšiřování kapitálu, mnoho nových nadací a spolků se nezakládá.
V období po roce 1989 se pak dvě přední osobnosti polistopadového vývoje, Václav Havel a Václav Klaus, střetávali ohledně svého názoru na roli občanské společnosti v samostatné České republice.
Václav Havel viděl demokracii a občanskou společnost jako „dvě strany téže mince“ a v její tvorbě a kultivaci viděl jeden z hlavních cílů české polistopadové politiky. Moderní demokratický stát potřeboval dle něj pestrou občanskou společnost, nikoliv jen státní správu, politické strany a soukromé podniky. Do této společnosti zahrnoval veškeré na státu nezávislé instituce – akademickou obec, spolky, neziskové organizace, církve a odbory, v určitém smyslu i místní samosprávy. Všechny tyto instituce umožňovaly člověku, dle Václava Havla, žít mnohem plnější a tvořivější život, přispívaly ke stabilitě státu a zároveň vytvářely nejlepší obranu proti „každému pokusu uzurpovat moc“.
Pohled Václava Klause byl diametrálně odlišný. Klaus se stavil k myšlence občanské společnosti nedůvěřivě – viděl v ní mimo jiné prvky korporativismu, ve kterém organizace bez demokratického mandátu zasahují do veřejného dění. Občanská společnost u Klause ztělesňovala komunitarismus, „neideologickou doktrínu“, která se z jeho pohledu snažila o „překonání“ západní demokracie a standardní demokratické politiky a vybízel k ostražitosti před obhájci „‚nepolitické politiky‘, elitářských přístupů a třetích cest“.
Zatímco Václav Havel tedy zdůrazňoval nutnost občanů účastnit se dění v zemi skrze nejrůznější nestátní organizace, ovlivňovat tak politiku a zároveň tvořit hráz pro roztahující se státní moc, Václav Klaus přikládal význam jedinci sledujícímu vlastní zájmy a vliv na dění ve státě si přál svěřovat jen voleným politickým stranám. Spor byl vyostřen především v období Opoziční smlouvy, kdy iniciativy jako například Děkujeme, odejděte! ostře kritizovaly spolupráci ODS a ČSSD, tedy Václava Klause a Miloše Zemana. Po nástupu Mirka Topolánka na post premiéra ale tlak na občanskou společnost a její kritika postupně slábl. Opět se začal zvyšovat až v posledních několika letech především v souvislosti s uprchlickou krizí, kdy byla slyšet kritika organizací jako Člověk v tísní i ze strany politických představitelů. Do kritiky tzv. “neziskovek” se kromě nově vzniklých hnutí zapojili i politici tradičních politických stran, jedním z nejvýraznějších byl například bývalý poslanec Jeroným Tejc (ČSSD) nebo Václav Klaus mladší (ODS), který neziskové organizace nazýval na svém blogu na serveru novinky.cz “parazity na inkluzi”.

### Financování neziskových organizací v ČR
Podle Českého statistického úřadu bylo v Česku k lednu 2014 registrováno 85 565 spolků, 33 728 pobočných spolků, 2 777 obecně prospěšných organizací, 517 nadací, 1 438 nadačních fondů a 4 161 církevních právnických osob. Finanční podporu v roce 2014 získalo 30 nadačních subjektů, 1 965 spolků, 226 pobočných spolků, 657 obecně prospěšných společností, 42 ústavů a 181 účelových zařízení církví.
V roce 2014 bylo pro neziskové organizace vyčleněno z veřejných rozpočtů celkem 13 miliard 562 miliónů korun. Nejvíce získala Fotbalová asociace České republiky, tedy 336 586 (v tis. Kč), což činí 4,36 % z celkového objemu dotací. Následuje Česká unie sportu, z.s. se 155 494 (v tis. Kč), tedy 2,01 % z rozpočtu.